# Liste der Biografien/Ruh
Liste der Biografien |
Portal Biografien |
Personensuche
# |
A |
B |
C |
D |
E |
F |
G |
H |
I |
J |
K |
L |
M |
N |
O |
P |
Q |
R |
S |
T |
U |
V |
W |
X |
Y |
Z |
?
 
Ra |
Rb |
Rd |
Re |
Rh |
Ri |
Rj |
Rk |
Rl |
Rm |
Rn |
Ro |
Rr |
Rs |
Rt |
Ru |
Rv |
Rw |
Rx |
Ry |
Rz
 
Rua |
Rub |
Ruc |
Rud |
Rue |
Ruf |
Rug |
Ruh |
Rui |
Ruj |
Ruk |
Rul |
Rum |
Run |
Ruo |
Rup |
Rur |
Rus |
Rut |
Ruu |
Ruv |
Ruw |
Rux |
Ruy |
Ruz
Die Liste der Biografien führt alle Personen auf, die in der deutschsprachigen Wikipedia einen Artikel haben. Dieses ist eine Teilliste mit 271 Einträgen von Personen, deren Namen mit den Buchstaben „Ruh“ beginnt.

## Ruh
- Rüh, Anna (* 1993), deutsche Leichtathletin
- Ruh, Anton (1912–1964), deutscher Diplomat, KPD-Mitglied, Widerstandskämpfer gegen den Nationalsozialismus, Botschafter der DDR in Rumänien
- Ruh, Emil (1884–1946), Schweizer Komponist, Dirigent und Verleger
- Ruh, Ernst (* 1936), Schweizer Mathematiker
- Ruh, Hans (1933–2021), Schweizer Sozialethiker
- Ruh, Homer (1895–1971), deutsch-US-amerikanischer American-Football-Spieler
- Ruh, Kurt (1914–2002), Schweizer germanistischer Mediävist
- Ruh, Lucinda (* 1979), schweizerische Eiskunstläuferin
- Rüh, Max (* 1875), deutscher Handwerker und Politiker
- Ruh, Max (1938–2013), Schweizer Lehrer, Historiker und Sammler
- Ruh, Sabine Theadora, deutsche Wirtschaftsjournalistin und Sachbuchautorin
- Ruh, Ulrich (* 1950), deutscher katholischer Theologe und Publizist
- Ruh, Yann (* 1998), Schweizer Unihockeyspieler

### Ruha
- Rühaak, Siemen (* 1950), deutscher SchauspielerSiemen Rühaak (* 1950)

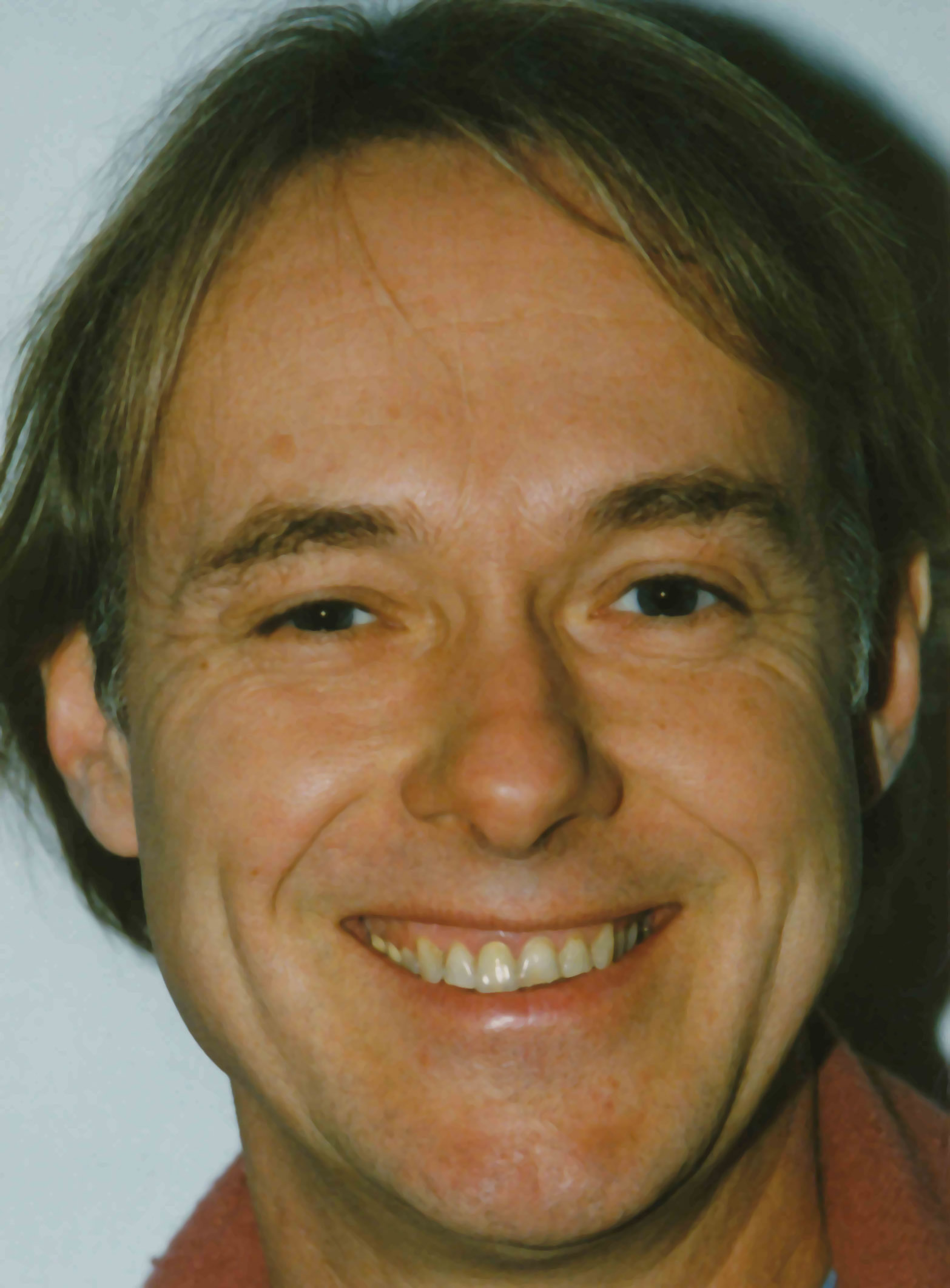
Siemen Rühaak (* 1950)

- Ruhaltinger, Franz (1927–2014), österreichischer Gewerkschafter und Politiker (SPÖ), Abgeordneter zum Nationalrat

### Ruhb
- Ruhbach, Gerhard (1933–1999), deutscher evangelischer Theologe und Kirchengeschichtler
- Ruhbaum, Max (* 1976), deutscher Schauspieler, Hörspielsprecher und Kabarettist
- Ruhbeck, Max (1863–1945), deutscher Schauspieler
- Rühberg, Gustav (1875–1932), deutscher Politiker (DDP) in Mecklenburg-Strelitz

### Ruhe
- Ruhe, Anna (* 1977), deutsche Autorin
- Ruhe, Cornelia (* 1973), deutsche Romanistin
- Rühe, Ernst (1891–1951), deutscher Generalarzt der Wehrmacht
- Ruhe, Ernstpeter (* 1939), deutscher Romanist und Literaturwissenschaftler
- Ruhe, Hans Georg (* 1951), deutscher Publizist und Organisationsentwickler
- Ruhe, Henning (* 1978), deutscher Pianist und Kulturmanager
- Ruhe, Johann Friedrich (1699–1776), deutscher Kantor, Kapellmeister und Komponist
- Rühe, Jürgen (* 1961), deutscher Chemiker
- Ruhe, Martin (* 1965), deutscher Kameramann
- Ruhe, Michael (* 1980), deutscher Ruderer
- Rühe, Paul (1877–1947), deutscher Verwaltungsjurist und Präsident des Landesfinanzamtes Münster
- Ruhe, Piergiulio (* 1995), deutsch-italienischer Boxsportler
- Ruhe, Ulrich Heinrich Christoph (1706–1787), deutscher Trompeter der Barockzeit
- Rühe, Volker (* 1942), deutscher Politiker (CDU), MdHB, MdBVolker Rühe (* 1942)

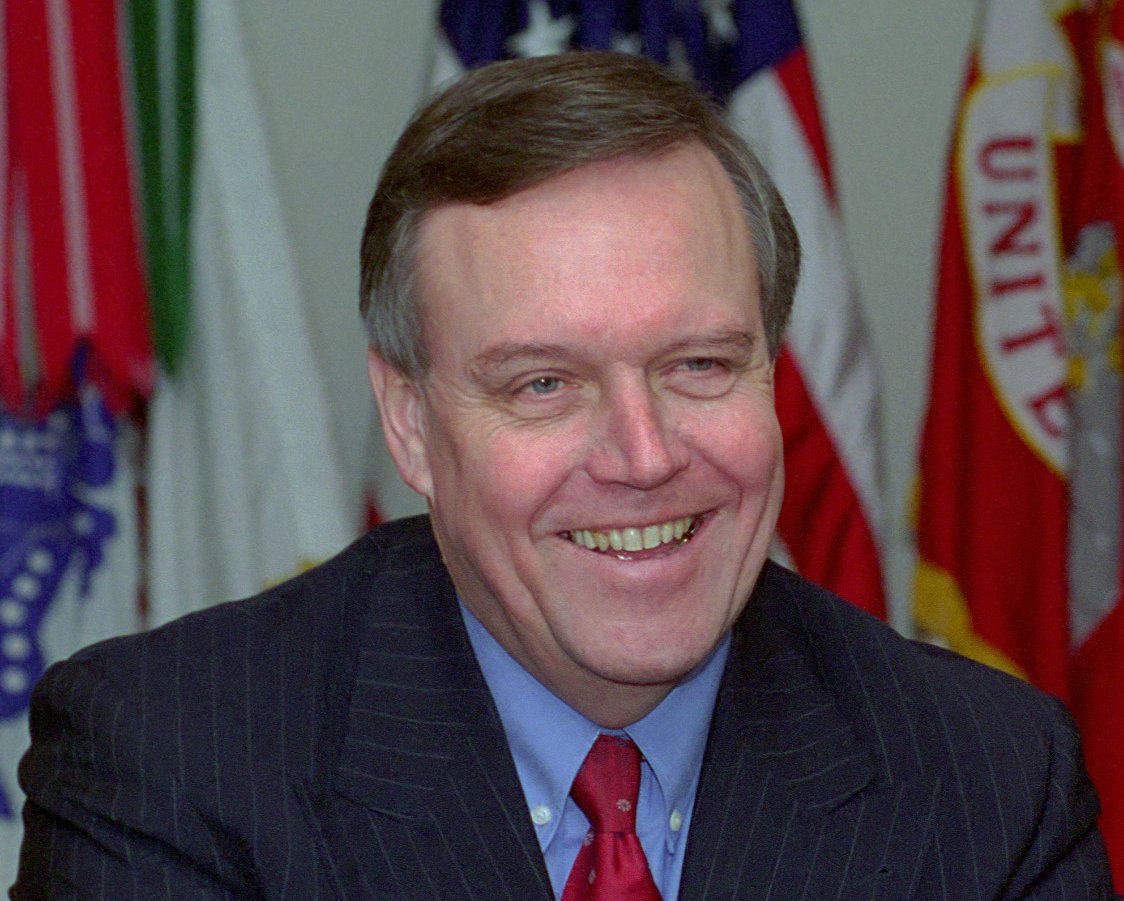
Volker Rühe (* 1942)

- Ruhemann, Andrew (* 1962), britischer Filmproduzent und -regisseur
- Ruhemann, Fritz (1891–1982), deutscher Architekt
- Ruhemann, Helmut (1891–1973), deutscher Maler und Bilderrestaurator
- Ruhen, Heinrich (1718–1751), deutscher Jesuit aus dem Hochstift Hildesheim
- Ruhenstroth, Willy (1872–1957), deutscher Unternehmer
- Ruhenstroth-Bauer, Gerhard (1913–2004), deutscher Biochemiker und Mediziner
- Ruhenstroth-Bauer, Peter (* 1956), deutscher Politiker (SPD)

### Ruhf
- Ruhfus, Friedrich Wilhelm (1839–1936), Unternehmer und Verleger
- Ruhfus, Heinrich (1895–1955), deutscher Konteradmiral im Zweiten Weltkrieg
- Ruhfus, Jürgen (1930–2018), deutscher Jurist und ehemaliger Diplomat sowie Staatssekretär
- Ruhfus, Martin (1934–2012), deutscher lutherischer Geistlicher, Pädagoge und Buchautor

### Ruhi
- Ruhig, Paul (1922–2000), deutscher Gewerkschafter (FDGB)
- Ruhin, Mariam (* 1993), afghanische Fußballspielerin
- Ruhin, Shabnam (* 1991), afghanische Fußballspielerin

### Ruhk
- Ruhk, Thomas A. (* 1973), deutscher Krimi-Schriftsteller
- Ruhkemper, Cornelia (* 1954), deutsche Politikerin (SPD), MdL
- Ruhkopf, Friedrich Ernst (1760–1821), deutscher klassischer Philologe und Historiker, Lehrer und Gymnasialdirektor und Autor
- Ruhkopf, Julie (1799–1880), deutsche Gouvernante und Kinderbuchautorin
- Ruhkopf, Wilhelm (* 1951), deutscher Bürgermeister

### Ruhl
- Ruhl Bonazzola, Ada Valeria (1921–2004), italienische kommunistische Politikerin, Senatorin
- Ruhl, Aki Sebastian, deutscher Umweltingenieur und Jazzmusiker
- Rühl, Alfred (1882–1935), deutscher Geograph
- Rühl, Armin (* 1957), deutscher Schlagzeuger
- Rühl, Arthur (1901–1955), deutscher Internist und Hochschullehrer
- Rühl, August (1815–1850), kurhessischer Politiker
- Rühl, Bettina (* 1965), deutsche JournalistinBettina Rühl (* 1965)

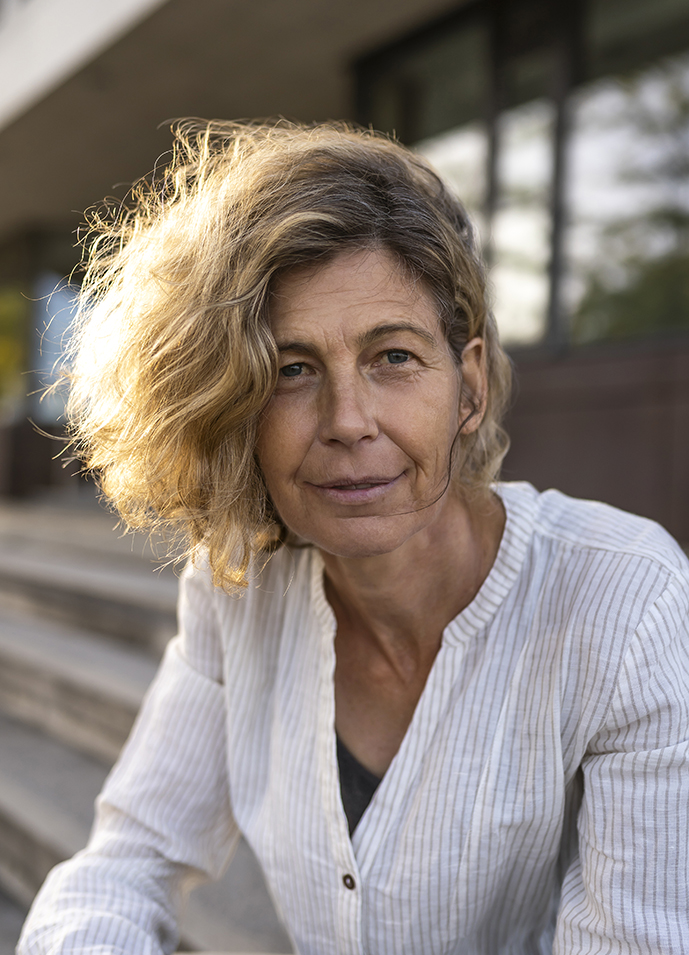
Bettina Rühl (* 1965)

- Rühl, Brunhilde (* 1950), deutsche Politikerin (CDU), MdL
- Rühl, Bruno (1926–2018), deutscher Politiker (CDU)
- Rühl, Carl-Heinz (1939–2019), deutscher Fußballspieler, -trainer und -manager
- Rühl, Carsten (* 1970), deutscher Basketballfunktionär
- Rühl, Christa († 1997), deutsche Tischtennisspielerin
- Rühl, Elke (* 1948), deutsche Politikerin (CDU), MdL
- Rühl, Emil, deutscher Fußballspieler
- Rühl, Felix (1910–1982), deutscher SS-HauptsturmführerFelix Rühl (1910–1982)

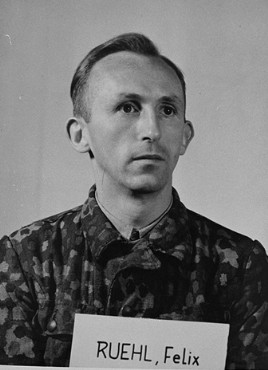
Felix Rühl (1910–1982)

- Rühl, Fenja (* 1963), deutsche Schauspielerin
- Rühl, Franz (1845–1915), deutscher Historiker
- Rühl, Fritz (1836–1893), bayrischstämmiger Schweizer Insektenhändler und Entomologe
- Rühl, Giesela (* 1974), deutsche Rechtswissenschaftlerin
- Rühl, Gisbert (* 1959), deutscher Industriemanager
- Rühl, Heinrich (* 1922), deutscher Radrennfahrer
- Rühl, Heinz (1918–1993), deutscher Jurist, Richter am Oberlandesgericht in Düsseldorf und Heimatforscher
- Rühl, Helmut (* 1918), deutscher Mediziner
- Rühl, Helmut (* 1955), deutscher Schauspieler
- Rühl, Herbert (1924–2014), deutscher Musikpädagoge
- Rühl, Hugo (1845–1922), deutscher Turnlehrer und Sportfunktionär
- Ruhl, Jakob Richard (* 1878), deutscher Reichsgerichtsrat
- Rühl, Joachim K. (* 1939), deutscher Sportwissenschaftler und Sporthistoriker
- Rühl, Johan (1885–1972), niederländischer Wasserballspieler
- Ruhl, Johann (1877–1957), deutscher Politiker (WP), MdR
- Ruhl, Johann Christian (1764–1842), Hofbildhauer in Hessen-KasselJohann Christian Ruhl (1764–1842)

Johann Christian Ruhl (1764–1842)

- Rühl, Jörg (* 1965), deutscher Schauspieler
- Rühl, Joris (* 1982), französischer Jazz- und Improvisationsmusiker und Komponist
- Ruhl, Julius Eugen (1796–1871), deutscher Architekt und kurhessischer Baubeamter
- Ruhl, Klaus-Jörg (* 1945), deutscher Historiker
- Rühl, Konrad (1885–1964), deutscher Architekt und Stadtplaner
- Rühl, Kurt (* 1948), deutscher Fußballspieler
- Rühl, Leonhard Christoph (1685–1741), deutscher Pädagoge, Philologe, lutherischer Prediger und Autor
- Rühl, Lisa (* 1989), deutsche Volleyballspielerin
- Rühl, Lothar (* 1927), deutscher Politikwissenschaftler, Journalist und Publizist
- Rühl, Louis (1871–1957), deutscher Brauereiunternehmer und Vorstand
- Ruhl, Ludwig (1879–1971), deutscher Gymnasiallehrer und Altphilologe
- Ruhl, Ludwig Sigismund (1794–1887), deutscher Maler (Kurhessen)
- Rühl, Manfred (* 1933), deutscher Kommunikationswissenschaftler und Hochschullehrer
- Rühl, Markus (* 1972), deutscher BodybuilderMarkus Rühl (* 1972)

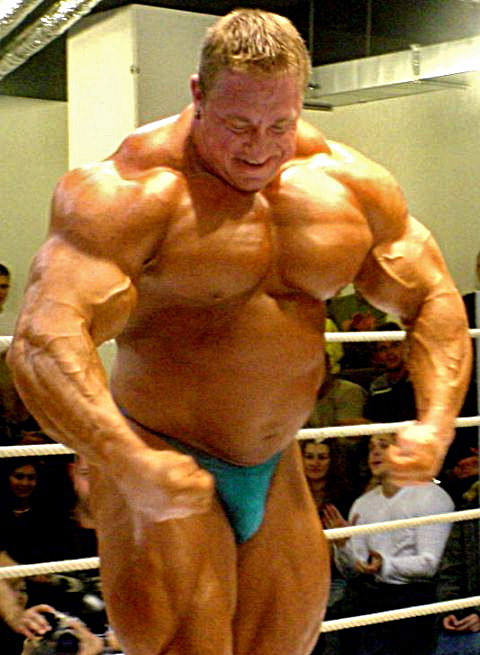
Markus Rühl (* 1972)

- Rühl, Meike (* 1973), deutsche Klassische Philologin
- Ruhl, Michael (* 1984), deutscher Politiker (CDU), MdL
- Ruhl, Michel (1934–2022), französischer Schauspieler
- Rühl, Monika (* 1963), Schweizer Verbandsfunktionärin
- Rühl, Nina-Mercedés (* 1989), deutsche Schauspielerin und Synchronsprecherin
- Rühl, Norbert (* 1955), deutscher Sportler und Pädagoge
- Rühl, Philippe (1737–1795), deutsch-französischer Politiker
- Rühl, Rudolf (1842–1909), deutscher Kommunalpolitiker und Stadtältester
- Ruhl, Siegfried (1870–1962), deutscher Politiker (Zentrum, CDU), MdL
- Ruhl, Thomas (* 1956), deutscher Autor, Fotograf und Verleger
- Rühl, Tim (* 1998), deutscher Tennisspieler
- Rühl, Ulli F. H. (* 1954), deutscher Rechtstheoretiker und Verfassungsrechtler
- Rühl, Walter (* 1881), deutscher Politiker (SPD, USPD, KPD), MdHB
- Rühl, Walter (1912–2008), deutscher Erdölgeologe
- Ruhl, Wilhelm (1848–1926), deutscher Ingenieur, Erfinder der Ruhl’schen Kohlenstaubfeuerung
- Rühl-Hamers, Christina (* 1976), deutsche Fußballfunktionärin
- Ruhland, Gustav (1860–1914), deutscher Nationalökonom und Agrarpolitiker
- Ruhland, Jean (1834–1907), französisch-deutscher Politiker, Bürgermeister, Unternehmer und MdR
- Ruhland, Johannes (1905–1981), deutscher Ordensgeistlicher und Benediktiner
- Ruhland, Karl-Heinz (* 1938), ehemaliges Mitglied der Roten Armee Fraktion, Kronzeuge
- Ruhland, Konrad (1932–2010), deutscher Musikhistoriker, Musikpädagoge, Dirigent und Musikherausgeber
- Ruhland, Marius (* 1975), deutscher Filmkomponist
- Ruhland, Tatjana (* 1972), deutsche Flötistin
- Ruhland, Volker (1949–2021), deutscher Historiker
- Rühland, Walter (1905–1967), deutscher Tontechniker
- Ruhland, Wilhelm (1878–1960), deutscher Botaniker und Pflanzenphysiologe
- Rühle von Lilienstern, Hans Joachim (1915–2000), deutscher Ökonom, während des Zweiten Weltkriegs SS-Hauptsturmführer der Reserve
- Rühle von Lilienstern, Helga (1912–2013), deutsche Grafikerin und Historikerin
- Rühle von Lilienstern, Hugo (1882–1946), deutscher Arzt und Paläontologe
- Rühle von Lilienstern, Ludwig Sebald (1763–1788), deutscher Abenteurer in holländischen Diensten
- Rühle von Lilienstern, Otto August (1780–1847), preußischer Generalleutnant und Militärschriftsteller
- Rühle, Alex (* 1969), deutscher JournalistAlex Rühle (* 1969)

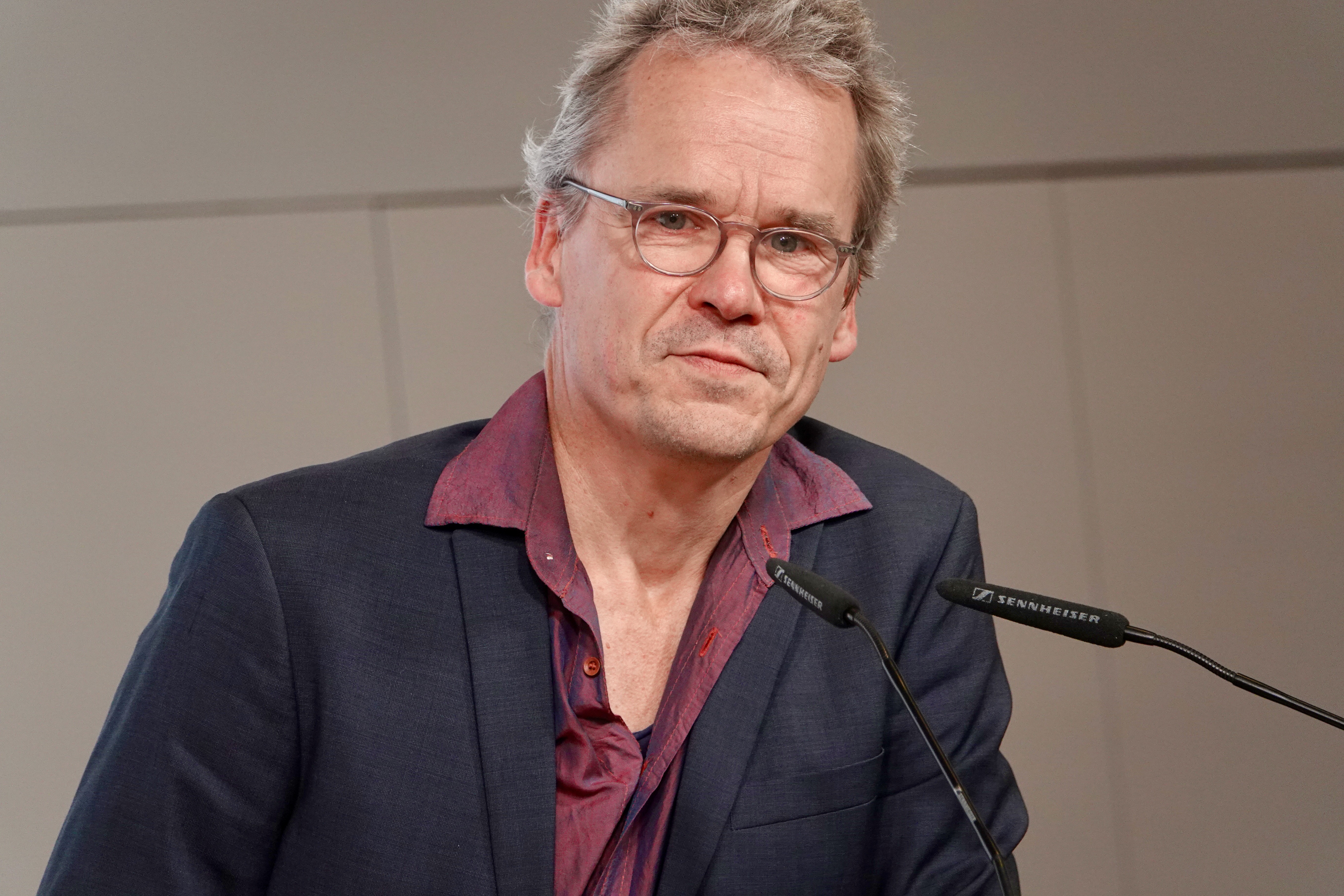
Alex Rühle (* 1969)

- Rühle, Andreas (1651–1719), deutscher Zimmermeister
- Rühle, Clara (1885–1947), deutsche Malerin
- Rühle, Dieter (* 1940), deutscher Architekt
- Rühle, Frank (* 1944), deutscher Rudersportler
- Ruhle, Friedrich Gustav (1834–1878), deutscher Jurist und Politiker (MdHB)
- Rühle, Fritz, deutscher Fußballschiedsrichter
- Rühle, Gabriel (1657–1726), deutscher Zimmermeister und Architekt
- Rühle, Gerhard (1905–1949), deutscher Politiker (NSDAP), MdR, MdL, Bundesführer des NS-Studentenbundes
- Rühle, Günther (1924–2021), deutscher Theaterkritiker, -intendant und Publizist
- Rühle, Hans (* 1937), deutscher Jurist und Ökonom
- Rühle, Hans Gottlob (* 1949), deutscher Jurist
- Rühle, Heide (* 1948), deutsche Politikerin (Bündnis 90/Die Grünen), MdEP
- Rühle, Helmut (1934–2016), deutscher Fußballspieler
- Rühle, Jakob Friedrich (1630–1708), Reichsritter und Syndikus von Heilbronn
- Rühle, Joachim (* 1959), deutscher AdmiralJoachim Rühle (* 1959)

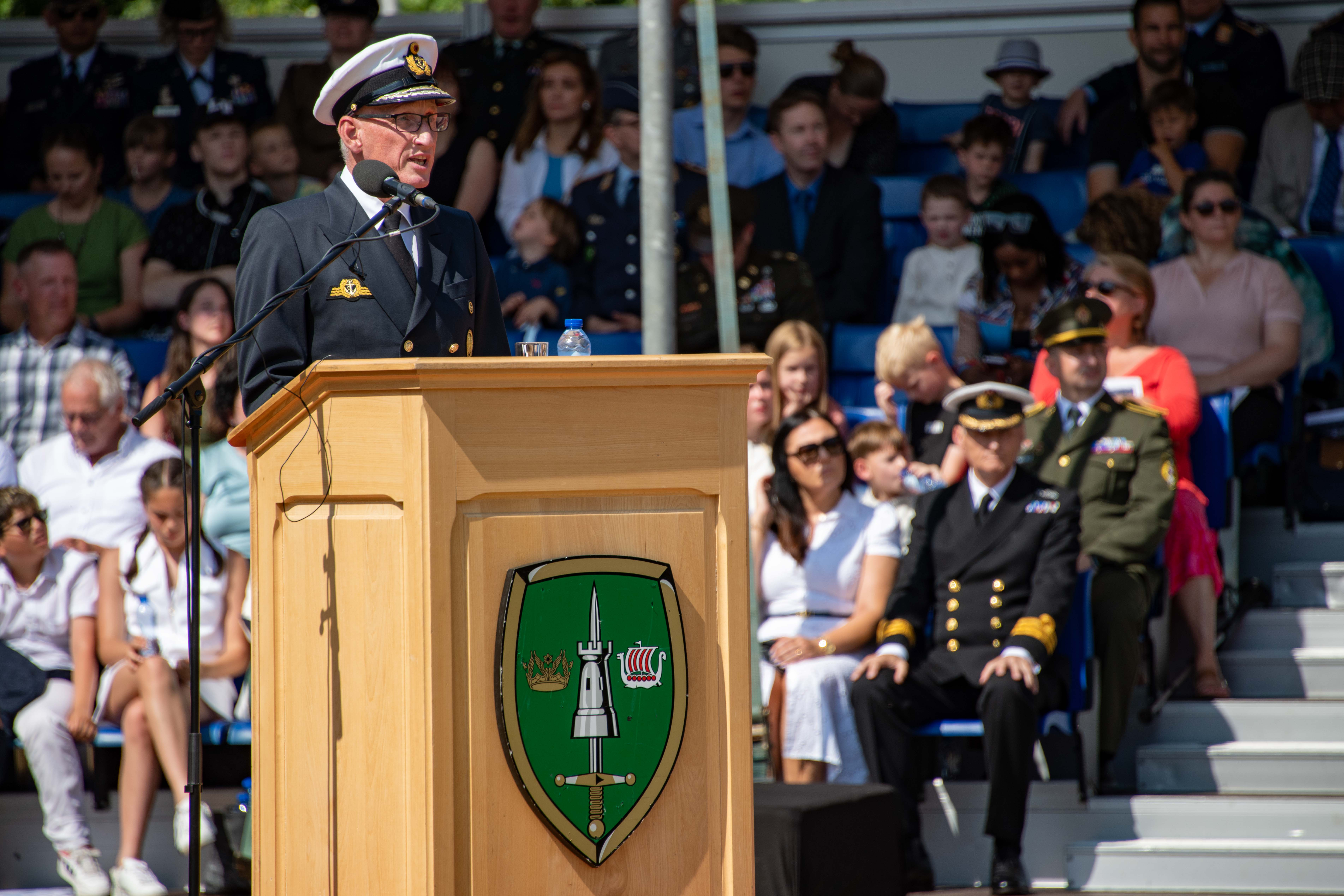
Joachim Rühle (* 1959)

- Rühle, Johann Esaias von (1655–1726), Bürgermeister von Heilbronn
- Rühle, Julia Jasmin (* 1987), deutsche Sängerin und Laiendarstellerin
- Rühle, Jürgen (1924–1986), deutscher Schriftsteller, Journalist und Kritiker
- Rühle, Karl-Heinz (1942–2024), deutscher Mediziner und Professor
- Rühle, Ludwig (1895–1967), deutscher Mundart- und Heimatdichter in Mittelhessen
- Rühle, Manfred (* 1938), deutscher Physiker und wissenschaftliches Mitglied der Max-Planck-Gesellschaft
- Ruhle, Nico (* 1981), deutscher Politiker (SPD), Bürgermeister von Neuruppin
- Rühle, Otto (1874–1943), deutscher Schriftsteller und Politiker (SPD, KAPD, KPD), MdROtto Rühle (1874–1943)

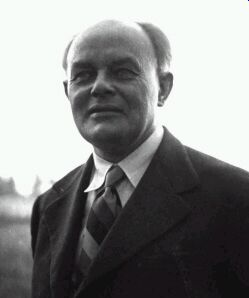
Otto Rühle (1874–1943)

- Rühle, Otto (1914–1969), deutscher NDPD-Funktionär
- Rühle, Rainer (1956–1981), deutscher Fußballspieler
- Rühle, Roland (1937–2012), deutscher Physiker, Informatiker und Hochschullehrer
- Rühle, Rütjer (* 1939), deutscher Maler
- Rühle, Tobias (* 1991), deutscher Fußballspieler
- Rühle, Ulrich (* 1940), deutscher Autor
- Rühle, Wilhelm (1906–1993), deutscher Orgelbauer
- Rühle-Gerstel, Alice (1894–1943), deutsche Schriftstellerin
- Ruhleder, Rolf H. (* 1944), deutscher Rhetoriktrainer und Buchautor
- Rühlemann, Carl (1864–1947), deutscher Lehrer, Regionalhistoriker und Archivar
- Rühlemann, Lotte (1891–1967), deutsche nationalsozialistische Funktionärin
- Ruhlen, George (1911–2003), US-amerikanischer Offizier, Generalmajor der US-Army
- Ruhlen, Merritt (1944–2021), US-amerikanischer Linguist
- Ruhler, Monique, Schweizer Basketballspielerin
- Ruhlig, Arthur J. (1912–2003), amerikanischer Physiker
- Rühling, Bernhard (* 1969), deutscher Ruderer
- Rühling, Gustav (1857–1914), deutscher Architekt und Bauunternehmer
- Rühling, Samuel († 1626), Kantor in Leipzig und Dresden
- Rühling, Stefan (* 1958), deutscher Medienmanager
- Rühlmann, Friedrich Christian (1753–1815), deutscher Pädagoge, Schulleiter und Autor
- Rühlmann, Gerhard (1930–2005), deutscher Ägyptologe
- Ruhlmann, Jacques-Émile (1879–1933), französischer Innenarchitekt und Möbelgestalter
- Ruhlmann, Jean-Jacques (* 1952), französischer Jazzmusiker (Saxophon, Klarinetten, Komposition)
- Rühlmann, Julius (1816–1877), deutscher Musiker
- Rühlmann, Klaus (1929–2024), deutscher Chemiker (Siliziumorganische Chemie) und Hochschullehrer
- Rühlmann, Kurt (1903–1945), deutsch-französischer Widerstandskämpfer gegen das NS-Regime
- Rühlmann, Moritz (1811–1896), deutscher Mechaniker und Mathematiker
- Rühlmann, Paul (1875–1933), deutscher Pädagoge
- Rühlmann, Richard (1846–1908), deutscher Mathematiker, Lehrer und Politiker
- Ruhlmann, Tristan (1923–1982), französischer Maler, Glasmaler und Mosaizist
- Rühlmann, Wilhelm (1842–1922), deutscher Orgelbauer
- Ruhloff, Ingolf (* 1943), deutscher Fußballspieler
- Ruhloff, Jörg (1940–2018), deutscher Pädagoge und Hochschullehrer
- Rühlow, Anne-Chatrine (1936–2023), deutsche Leichtathletin

### Ruhm
- Ruhm von Oppen, Beate (1918–2004), deutsch-britische Historikerin
- Ruhm, Constanze (* 1965), österreichische zeitgenössische Videokünstlerin
- Ruhm, Felicitas (* 1936), österreichische Schauspielerin und Hörspielsprecherin
- Ruhm, Franz (1896–1966), österreichischer Koch
- Rühm, Gerhard (* 1930), österreichischer Schriftsteller, Komponist und bildender KünstlerGerhard Rühm (* 1930)

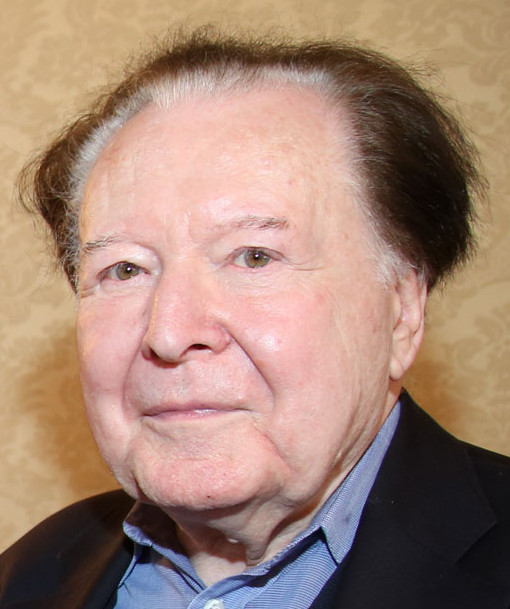
Gerhard Rühm (* 1930)

- Rühm, Julius (1882–1960), deutscher Politiker (NSDAP)
- Rühm, Oskar (1854–1934), deutscher Bildhauer
- Rühm, Werner (* 1961), deutscher Strahlenschützer und Universitätsprofessor
- Ruhmann, Adolf (1832–1920), österreichischer Papierfabrikant
- Ruhmann, Alfred (1895–1945), österreichischer Papierfabrikant, Amateur-Entomologe und -Fotograf
- Rühmann, Dirk (* 1960), deutscher Autor von Kriminalromanen und Kommunalpolitiker
- Ruhmann, Franz (1890–1946), österreichischer Sammler und Fabrikant
- Rühmann, Heinz (1902–1994), deutscher SchauspielerHeinz Rühmann (1902–1994)

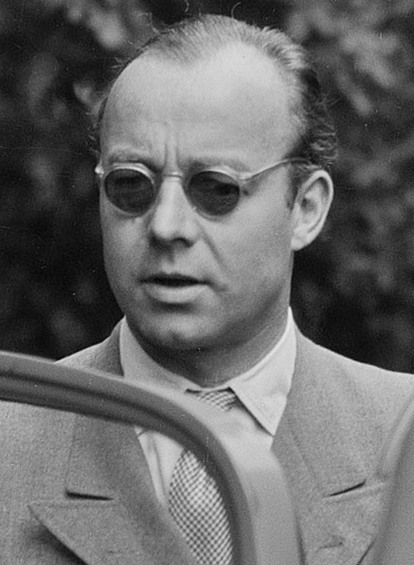
Heinz Rühmann (1902–1994)

- Rühmann, Heinzpeter (* 1942), deutscher Ingenieur und Hochschullehrer, Professor für Ergonomie
- Rühmann, Jürgen (* 1953), deutscher Jurist, Richter und Ministerialbeamter
- Ruhmann, Karl (1897–1972), österreichischer Papierfabrikant und Zinnsammler
- Rühmann, Karl (* 1959), Schweizer Schriftsteller und Übersetzer
- Rühmann, Malte (1960–2008), deutscher Komponist, Pianist und Organist
- Rühmann, Martin (* 1961), deutscher Liedermacher und Musiker
- Rühmann, Melanie (* 1975), deutsche Schauspielerin
- Rühmann, Thomas (* 1955), deutscher Schauspieler und Musiker
- Rühmer, Birgitta (* 1959), deutsche Volleyball-Nationalspielerin
- Ruhmer, Eberhard (1917–1996), deutscher Kunsthistoriker und Konservator
- Ruhmer, Ernst Walter (1878–1913), deutscher Physiker
- Rühmer, Karl (* 1883), deutscher Verleger, Fischzüchter und SS-Funktionär
- Rühmer, Yo (* 1970), deutsche freie Illustratorin
- Ruhmhofer, Heinrich (* 1921), deutscher Fußballspieler
- Rühmkorb, Peter (1948–2021), deutscher Fußballspieler und -trainer
- Rühmkorf, Eva (1935–2013), deutsche Psychologin und Politikerin (SPD)
- Rühmkorf, Heinrich-Daniel (* 1966), deutscher Politiker, Staatssekretär in Brandenburg
- Rühmkorf, Markus (* 1989), österreichischer Fußballspieler
- Rühmkorf, Peter (1929–2008), deutscher Lyriker, Schriftsteller, Essayist und PamphletistPeter Rühmkorf (1929–2008)

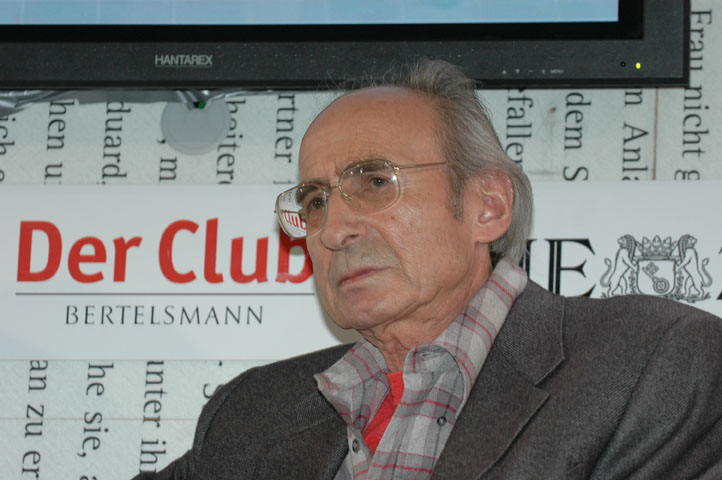
Peter Rühmkorf (1929–2008)

- Rühmkorff, Heinrich Daniel (1803–1877), deutscher Mechaniker und Instrumentenbauer

### Ruhn
- Rühn, Melitta (* 1965), rumänische Kunstturnerin
- Ruhnau, Caroline (* 1984), deutsche Schwimmerin
- Ruhnau, Heinz (1929–2020), deutscher Politiker (SPD), MdHB
- Ruhnau, Werner (1922–2015), deutscher Architekt und Hochschullehrer
- Ruhner, Werner (1922–1999), deutscher Illustrator
- Ruhnert, Oliver (* 1971), deutscher Fußballtrainer, Politiker (BSW, Die Linke) und Sportmanager
- Ruhnke, Heinrich-Wilhelm (1891–1963), deutscher Politiker (SPD), MdB
- Ruhnke, Kent (* 1952), schweizerisch-kanadischer Eishockeyspieler und -trainer
- Ruhnke, Klaus (* 1963), deutscher Ökonom und Hochschullehrer (Freie Universität Berlin)
- Ruhnke, Laura (* 1983), schweizerisch-kanadische Eishockeyspielerin
- Ruhnke, Martin (1921–2004), deutscher Musikwissenschaftler
- Ruhnke, Michael (* 1958), deutscher Journalist
- Ruhnke, Otto (1839–1910), preußischer Verwaltungsjurist, Landrat des Kreises Rees, Geheimer Regierungsrat
- Ruhnke, Toini (* 1993), deutsche Schauspielerin und Hörspielsprecherin
- Ruhnken, David (1723–1798), deutsch-niederländischer Gelehrter und Bibliothekar der Universitätsbibliothek Leiden
- Ruhnow, Nicolaj (* 1973), deutscher Sänger und Liedtexter

### Ruhr
- Rühr, Christopher (* 1993), deutscher Hockeyspieler
- Ruhrberg, Bettina (* 1958), deutsche Kunsthistorikerin, Autorin und Museumsdirektorin
- Ruhrberg, Karl (1924–2006), deutscher Kunsthistoriker, Museumsdirektor und Kurator
- Rührdanz, Karin (* 1949), deutsche Kunsthistorikerin, Spezialgebiet islamische Kunst
- Rührich, Anton (1903–1945), sudetendeutscher römisch-katholischer Geistlicher und Märtyrer
- Rührig, Andreas (1914–2001), rumäniendeutscher Stabsführer und stellvertretender Volksgruppenführer der Deutschen Volksgruppe in Rumänien
- Ruhrig, Ernst Peter (* 1877), deutscher Kunstmaler und Mitglied des Düsseldorfer Kunstvereins
- Rührig, Volkhard (1953–1990), deutscher Schachspieler
- Rühring, Peter (1942–2025), deutscher Schauspieler
- Rühringer, Karl (* 1940), österreichischer katholischer Geistlicher, Bischofsvikar des Vikariates Wien Stadt
- Ruhrländer, Theodor (1896–1961), deutscher Politiker (CDU), MdL
- Rührold, Ute (* 1954), deutsche Rennrodlerin
- Rührschneck, Karl (1911–1997), deutscher Motorradrennfahrer

### Ruhs
- Ruhs, August (* 1946), österreichischer Psychiater, Psychoanalytiker und Gruppenpsychoanalytiker
- Rühs, Friedrich (1781–1820), deutscher Historiker und Hochschullehrer
- Rühs, Fritz (1920–1997), deutscher Mathematiker
- Rühs, Günter (* 1953), deutscher Politiker (CDU), MdL
- Ruhs, Herfried (* 1951), deutscher Fußballspieler
- Ruhs, Julia (* 1994), deutsche Journalistin
- Ruhso, Peter (* 1943), österreichischer Maler
- Ruhstaller, Margrit (* 1965), Schweizer Skilangläuferin
- Ruhstorfer, Karlheinz (* 1963), deutscher römisch-katholischer Theologe und Hochschullehrer
- Ruhstrat, Ernst (1856–1913), deutscher Schriftsteller und Journalist
- Ruhstrat, Franz Friedrich (1859–1935), deutscher Jurist und Oldenburgischer Staatsminister
- Ruhstrat, Friedrich Andreas (1818–1896), deutscher Verwaltungsjurist und Ministerpräsident des Herzogtums Oldenburg
- Ruhstrat, Friedrich Julius Heinrich (1854–1916), deutscher Jurist und Oldenburgischer Staatsminister
- Ruhstrat, Paul, deutschsprachiger Schriftsteller

### Ruht
- Ruhtenberg, Cornelis (1923–2008), deutsch-amerikanische Malerin
- Rühter, Lea (* 1998), deutsche Handballspielerin

### Ruhu
- Ruhulla, Sidqi (1886–1959), aserbaidschanisch-sowjetischer Schauspieler und Theaterregisseur
- Ruhumbika, Gabriel (* 1938), tansanischer Schriftsteller, Professor und Übersetzer
- Ruhumuriza, Abraham (* 1979), ruandischer Straßenradrennfahrer
- Ruhuna, Joachim (1933–1996), burundischer Geistlicher, römisch-katholischer Erzbischof von Gitega

### Ruhw
- Ruhwandl, Max Joseph (1806–1890), deutscher Jurist, Mitglied der Frankfurter Nationalversammlung
- Ruhwedel, Chad (* 1990), US-amerikanischer Eishockeyspieler
- Ruhwedel, Edgar (1934–2020), deutscher Rechtswissenschaftler